# Diritti LGBT in Georgia
I diritti delle persone LGBT (lesbiche, gay, bisessuali e transgender) in Georgia sono differenti da quelli per gli eterosessuali. La Georgia è uno dei pochi paesi dell'ex Unione Sovietica (gli altri sono i Paesi Baltici, membri dell'Unione europea) che proibisce direttamente la discriminazione contro le persone LGBT nella propria legislazione, del lavoro-correlato o in altro modo, e considera i crimini commessi sulla base del proprio orientamento sessuale un fattore aggravante di azione penale.
Nonostante questo l'omosessualità è considerata un importante scostamento dai valori altamente tradizionali della Chiesa ortodossa prevalenti nel paese, in cui le discussioni pubbliche nei confronti della sessualità in generale tendono ad essere evitate. Di conseguenza gli omosessuali sono spesso bersagli di abuso e violenza fisica.
Il governo cerca di portare un'evoluzione dei diritti umani nel paese, in linea con le esigenze di integrazione europea ed euro-atlantica (NATO) della Georgia. L'ex primo ministro georgiano Bidzina Ivanishvili ha dichiarato che "le minoranze sessuali rappresentano gli stessi cittadini come noi ... [e che] la società gradualmente si abitua ad essi".

## Legalità dell'attività sessuale tra persone dello stesso sesso

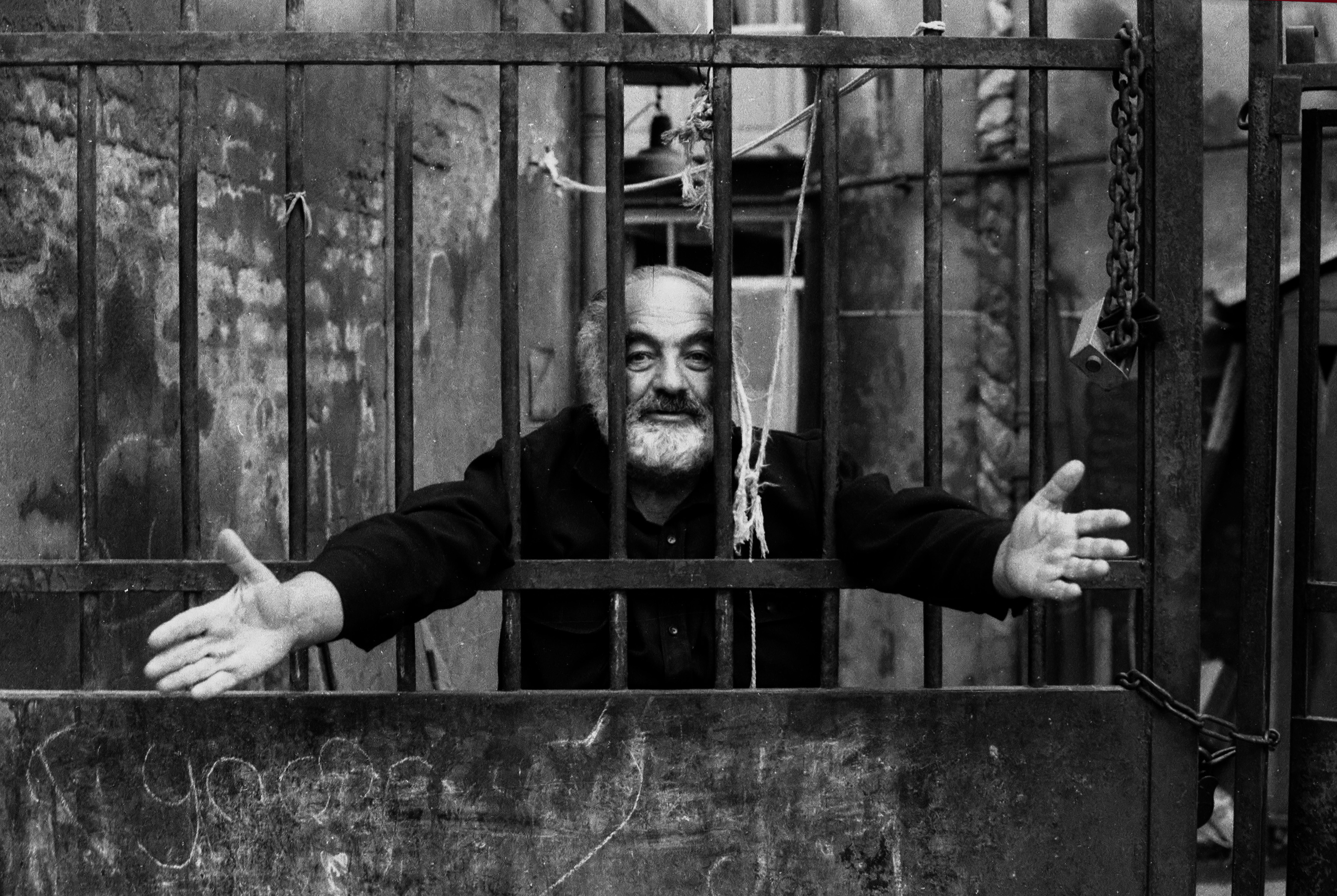
Sergei Parajanov; regista condannato nel 1974 con varie accuse tra cui l'omosessualità

Nel 1933 l'articolo 121 è stato inserito nel codice di diritto penale per tutta l'Unione delle Repubbliche Socialiste Sovietiche, che espressamente vietava l'omosessualità maschile, con una pena che andava fino a cinque anni di lavori forzati in prigione. Il motivo preciso per la promulgazione di questa legge è ancora oggetto di alcune controversie. Alcuni storici hanno ipotizzato che la volontà di Iosif Stalin di creare una legislazione anti-gay fosse, come il suo divieto di aborto, un tentativo di aumentare il tasso di natalità sovietica. L'articolo è stato utilizzato anche dalle autorità sovietiche contro i movimenti di dissidenti, con molti attivisti che venivano arrestati con accuse di sodomia inventate.
Dopo che la Georgia ha ottenuto l'indipendenza dall'Unione Sovietica nel 1991, la suddetta pratica cadde in disuso e non ci sono casi registrati di uso del divieto di sodomia apertamente contro gli oppositori politici da allora in poi. Nonostante questo la libertà di attività sessuale tra persone dello stesso sesso non è stata ufficialmente sancito dalla legge fino al 2000, quando il governo georgiano ha messo in atto un codice penale modificato per soddisfare gli standard stabiliti dal Consiglio d'Europa e dalla Convenzione europea dei diritti dell'uomo.
L'età del consenso sia per il sesso eterosessuale sia per quello omosessuale è parificata a 16 anni di età, come stabilito dagli articoli 140/141 del Codice Penale.

## Tutele per le coppie omosessuali
In Georgia non esistono tutele per le coppie omosessuali.
Il 26 settembre 2017 il parlamento ha approvato un emendamento costituzionale per rendere il matrimonio unicamente tra "un uomo e una donna".
Dal 2016 l'avvocato per i diritti civili Giorgi Tatishvili, si batte per una causa per la legalizzazione dei matrimoni tra persone dello stesso sesso e per le adozioni in Georgia. Con la sua causa, l'avvocato contesta la costituzionalità di una legge civile che definisce il matrimonio come unione tra uomo e donna e chiede l'immediata approvazione del matrimonio tra persone dello stesso sesso con conseguente diritto all'adozione.

## Protezione contro le discriminazioni

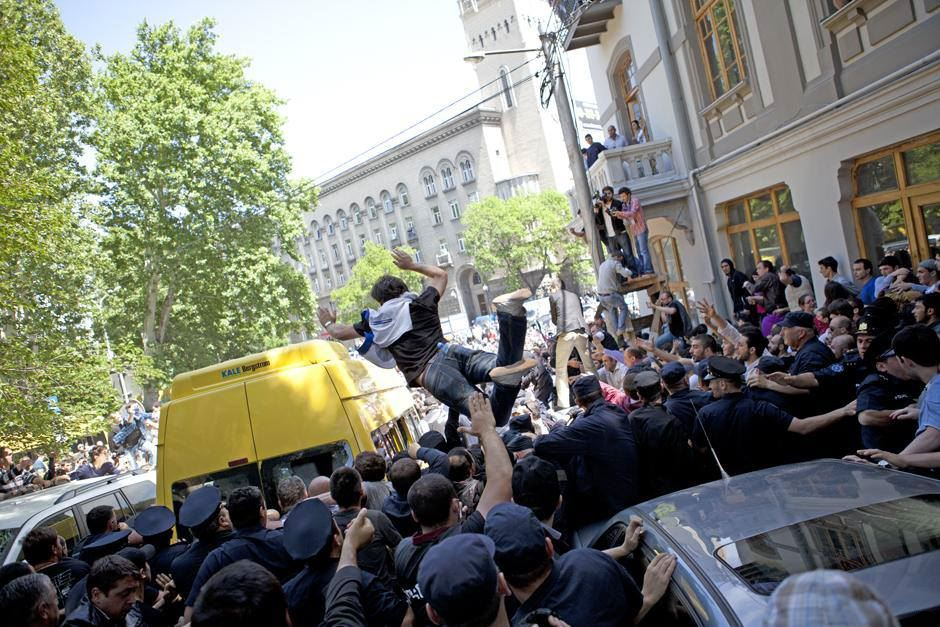
Proteste anti omofobia a Tbilisi nel 2013.

Dal 2006 l'articolo 2 (3) del codice del lavoro proibisce la discriminazione sulla base dell'orientamento sessuale nei rapporti di lavoro.
Secondo il codice penale modificato georgiano (dal 2012), commettere crimini contro la personalità individuale basati sull'orientamento sessuale, tra le altre cose, è un fattore aggravante che dovrebbe portare a pene più severe durante il processo.
Il 2 maggio 2014 il Parlamento approva una legge contro la discriminazione, che vieta ogni forma di discriminazione basata sull'orientamento sessuale e dell'identità di genere. È entrato in vigore al momento della pubblicazione il 7 maggio 2014.

## Espressione e identità di genere
Dal 2008 le persone transgender in Georgia possono cambiare i documenti e il proprio nome solo dopo aver subito un intervento chirurgico di riassegnazione del sesso.
La discriminazione sulla base dell'identità di genere è fuorilegge.

## Donazione di sangue
Il 4 febbraio 2014 la corte costituzionale dello stato dichiarò anticostituzionale il divieto che limitava agli omosessuali la possibilità di donare il sangue. In risposta il ministero della sanità cambiò la formulazione della legge per impedire nuovamente alle persone omosessuali di donare il sangue.
Nel luglio del 2017 la corte costituzionale della Georgia ha nuovamente abolito il divieto per gli uomini gay e bisessuali, dichiarando che era nuovamente incostituzionale.

## Tabella riassuntiva
| Depenalizzazione dell'attività sessuale tra persone dello stesso sesso                                                       | (dal 2000)                                                   |
| Equalizzazione dell'età del consenso                                                                                         | (dal 2000)                                                   |
| Leggi contro la discriminazione nei luoghi di lavoro                                                                         | (dal 2006)                                                   |
| Leggi anti-discriminazione nell'uso di beni e servizi                                                                        | (dal 2014)                                                   |
| Legislazione antidiscriminatoria in tutte le altre aree (inclusa la discriminazione indiretta e i discorsi e crimini d'odio) | (dal 2014)                                                   |
| Proibizione della discriminazione basata sull'identità di genere                                                             | (dal 2014)                                                   |
| Le leggi contro i crimini d'odio includono anche l'orientamento sessuale                                                     | (dal 2012)                                                   |
| Matrimonio omosessuale | (incostituzionale dal 2017, sentenza del tribunale pendente) |
| Riconoscimento in unione civile per le coppie dello stesso sesso                                                             | (Sentenza del tribunale pendente)                            |
| Adozione del figlio del partner (stepchild adoption) per le coppie dello stesso sesso                                        | (Sentenza del tribunale pendente)                            |
| Adozione da parte di coppie dello stesso sesso                                                                               | (Sentenza del tribunale pendente)                            |
| Gay e lesbiche possono servire apertamente nelle forze armate                                                                | Si                                                           |
| Diritto di cambiare legalmente sesso                                                                                         | (dal 2008)                                                   |
| Accesso alla fecondazione in vitro per le coppie lesbiche                                                                    | No                                                           |
| Maternità surrogata per le coppie gay                                                                                        | No                                                           |
| Possibilità di donazione del sangue per gli uomini che hanno rapporti sessuali con altri uomini (MSM)                        | (nel 2014 e dal 2017)                                        |